# Melanagromyza olgae
Melanagromyza olgae är en tvåvingeart som beskrevs av Erich Martin Hering 1922. Melanagromyza olgae ingår i släktet Melanagromyza och familjen minerarflugor.
Artens utbredningsområde är Tyskland. Inga underarter finns listade i Catalogue of Life.